# Annika Bruna
Annika Bruna (nascida em 26 de novembro de 1956) é uma política francesa. Foi eleita Membro do Parlamento Europeu (MEP) como membro do Reagrupamento Nacional (integrante do grupo Identidade e Democracia) nas eleições parlamentares europeias de 2019.

## Juventude e carreira política local
Annika Bruna nasceu em 26 de novembro de 1956 em Versalhes, França.
Bruna foi eleita para o conselho regional de Île-de-France de 1998 a 2010. Ela é uma ex-assistente parlamentar do ex-presidente da Frente Nacional Jean-Marie Le Pen.

## Parlamento Europeu
Bruna candidatou-se pelo Reagrupamento Nacional nas eleições parlamentares europeias de 2019. Ela ficou em décimo oitavo lugar na lista do seu partido e foi eleita um dos 22 deputados europeus na França. Ela faz parte do grupo Identidade e Democracia. No Parlamento Europeu, Bruna é membro da Comissão dos Direitos da Mulher e da Igualdade de Género e faz parte da delegação para as relações com a Bielorrússia.